# Begonia homonyma
Begonia homonyma là một loài thực vật có hoa trong họ Thu hải đường. Loài này được Steud. mô tả khoa học đầu tiên năm 1840.